# Mescalero
Mescalero (англ. производное от слова mescal — мескаль) — четырнадцатый студийный альбом рок-группы ZZ Top, выпущенный в 2003 году, и последний, выпущенный на лейбле RCA Records. Альбом достиг 57-й строчки в Billboard 200.

## Название
Mescalero в контексте названия альбома — это придуманное по испанскому образцу слово от английского варианта названия крепкого спиртного напитка mescal (исп. mezcal). Оно образовано по тому же принципу, как, например, кабальеро, всадник (исп. caballero, от caballo — лошадь); слово mescalero по-видимому можно перевести, как человек «сидящий» на мескале или изготовитель мескаля, самогонщик. Этим значениям соответствует и обложка альбома.
Вместе с тем, мескалеро — это название одного из индейских племён и одноимённой резервации на территории штата Нью-Мексико, США. Билли Гиббонс заметил, что «Есть индейцы-мескалеро из рода апачей, которые настолько никудышны, что их отправили жить подальше от всех нормальных апачей. Что ж, у вас есть мескаль, двоюродный брат текилы с червячком на донышке. И наконец, мескалин, троюродный брат пейотля».

## Об альбоме
В сентябре 1999 года, во время поступления на прилавки предыдущего альбома XXX группа отправилась в турне, которое продолжалось с 12 сентября 1999 года по 1 мая 2000 года, а затем, после двухлетнего перерыва (связанного с лечением Дасти Хилла от гепатита), возобновилось 4 мая 2002 года и закончилось 1 ноября 2002 года. После окончания гастролей, группа отправилась в студию Foam Box Recordings в Хьюстоне, где приступила к работе над новым альбомом. Выпуск релиза был запланирован на середину апреля 2003 года, и к тому времени запись была готова, но по решению звукозаписывающей компании, её выход был отложен.
После записи альбома (и начала турне, которое не было перенесено в связи с отложением релиза, и стартовало в апреле) Билли Гиббонс отметил, что «группа почувствовала необходимость расширения горизонтов». Поэтому материал на альбоме, в целом оставаясь близким к блюзовым корням группы, приправлен многими нетипичными для блюза инструментами и испытал влияние иных стилей. Гиббонс называет среди них «нью-метал, крипто-зайдеко, ароматизированный буги вамп, кантри-баллады, атмосферу приграничной текс-мекс, ну и что-то, что можно описать, как техно-мариачи». Лидер группы сказал, что «Этот альбом с тем же самым звуком старой доброй ZZ Top, это те же три парня, играющие те же три аккорда, но мы задали немножко новое им направление».
Отзывы об альбоме были разными, но в целом обозреватели сходились в том, что Mescalero не стал каким-то особо выдающимся альбомом в дискографии ZZ Top, но группе по большей части удалось вернуть свободное отношение к творчеству, и кроме того, разнообразить его. Особенно ярко это видно на фоне предыдущего неудачного релиза группы XXX.
В какой-то момент их карьеры вы так или иначе узнали бы, что ZZ Top наконец измучились в своих попытках воскресить высшую точку успеха, которую они испытали с Eliminator. Они всё собирались вернуться к своим алкоблюзовым корням и просто выдавать на-гора музыку. Но у попыток достичь этого был лишь ограниченный успех, как с точки зрения мастерства, так и популярности. Antenna и Rhythmeen были вполне себе (хоть и неровными) попытками, а XXX — абсолютным провалом. И нет сомнений, что цифры продаж были далеки от тех, которых достигли Eliminator или Afterburner. На Mescalero, четвёртом и последнем альбоме, записанном на RCA, Билли Гиббонс и компания похоже что согласились с отношением «да и чёрт с ним» и просто смастерили музыку, которая им нравится, оставаясь ближе к своим корням, даже если они и не строго блюзовые И — сюрприз, сюрприз, — это работает.
Оригинальный текст (англ.)At some point in their career, you had to know that ZZ Top was going to get tired of trying to recreate the flashpoint of success they experienced with Eliminator. They were going to have to return to their blooze-rock roots and just crank out the tunes. But their attempts to do this met with limited success, both in terms of execution and popularity. Antenna and Rhythmeen were decent enough (if sometimes unsteady) efforts, and XXX was an absolute flop. And, there’s no denying that the sales numbers were nowhere near what discs like Eliminator or Afterburner moved. With Mescalero, ZZ Top’s fourth and final disc for RCA, Billy Gibbons and company apparently adopted a «to hell with it» attitude and just crafted music they liked, and stayed closer to their roots, even if it wasn’t strictly blues-based. And — surprise, surprise — it works.
С этой точкой зрения соглашается и Марк Приндл:
Весёлый, экспериментальный, раскрепощённый, с новыми инструментами, лишённый какой-то серьёзности, попыток быть «легендами блюз-рока» и с чертовски большим количеством прикольных фишек в части продюсирования и клёвых аранжировок. Это также наиболее разноплановая запись — с большим отрывом, — из тех, что они делали. Даже те песни, в которых нет сногсшибательных риффов, всё равно очень приятно слушать из-за всего этого зубоскальства, что они делают. И этот альбом громкий, боженька ты мой, он ГРОМКИЙ. Вне всяких сомнений, это наиболее громкая запись из тех, что группа делала, с дисторшн-басом, перегруженной фуззом гитарой (потрясающе) и Фрэнком Бирдом, играющим некоторые из наиболее интересных и узнаваемых по исполнителю сбивок и ритмов за всю его карьеру.  
Оригинальный текст (англ.)Having fun, experimenting, letting loose, bringing in new instruments, not taking anything seriously, not trying to be "blues-rock legends, " and having a heck of a lot of fun with production tricks and tight arrangements. It’s also the most diverse record — BY FAR — that they’ve ever done. Even the songs that don’t have awesome riffs are super-fun to listen to because of all the jibs and jubbers they do. And the album is LOUD MY FUCKING GOD IS IT LOUD. By far the loudest mix the band has ever used, with distorted bass, loud fuzzed out guitar (shockingly) and Frank Beard playing some of the most interesting and personality-filled drumbreaks and rhythms of his entire career.
Обозреватель AllMusic, поставив два балла из пяти возможных, тем не менее сказал, что «За скобками кошмарного промаха 1999 года XXX, ZZ Top подавали признаки жизни на всех их альбомах, выпущенных на RCA и их четвёртый, долгожданный альбом 2003 года Mescalero не исключение из правила. Насыщенный гитарный звук Билли Гиббонса вправду здесь есть, по крайней мере кое-где на альбоме, и есть достаточно песен, ритм которых не основан на дидактическом метрономе, что даёт некий настоящий свинг. Есть даже моменты, которые свидетельствуют, что фирменное композиторское мастерство Гиббонса может быть и вернулось, например это закрывающий альбом «Liquor», неистовый инструментал «Crunchy» и грациозный «What Would You Do».
Имели место упрёки в излишней продолжительности альбома; но вместе с тем отмечалось и то, что группа не стала уделять много внимания редактированию материала, и выдала его таким, какой он есть, живым и весёлым.
И всё же, в таком длинном альбоме, не сокращённом до 12 треков или около того, конечно есть и оплошности… Итак, когда они наконец переступили через лень, которая мешала экспериментировать на предыдущих релизах, они выставили всё на стол без того, чтобы посидеть и обрезать альбом до более вменяемой длины и выкинуть менее интересные треки. Досадно видеть, как близко они были [к успеху] и всё же выпустили продукт не должного уровня. Но всё равно, альбом не разочаровал как XXX, и не такой написанный с ленцой, как Rhythmeen. Даже если это не совсем то, что мы долго ждали, альбом близок к тому, насколько можно, в основном за счёт того, что группа звучит так, как если бы они снова получали удовольствие от работы в студии.
Оригинальный текст (англ.)However, being such a long album and not edited down to 12 tracks or so, there are some missteps…So when they finally step out of the laziness that plagued their lately output and experiment more, they throw all on the table without sitting to cut down the album to a more manageable length and put the less interesting tracks aside. It’s annoying to see how close they get and yet they release a sub-par product. Still, the album isn’t a disappointment like 'XXX' or as lazy as 'Rhythmeen'. Even if it’s not the long awaited album, it gets as close as it can, mostly because the band sounds like they are having fun again in the studio.

## Список композиций
Автор песен Билли Гиббонс, кроме отмеченного
- «Mescalero» — 3:50

«Mescalero» (англ. Мескальеро). Титульная песня альбома, исполненная наполовину на английском, наполовину на испанском языке; поётся собственно о мескальеро и продукте, им производимым. «Прекрасно! На ней громкая, перегруженная фуззом гитара, сумасшедший дисторшн — бас». Песня содержит соло, сыгранное на маримбе. Под названием Marimbas de Chiapas, эту часть песни сыграли два музыканта, отец и сын, которые работали в мексиканском ресторанчике напротив студии, где записывалась группа: сын играл аккомпанемент, отец играл сольную партию. Гиббонс вспоминал, что приглашать их для записи пришлось с помощью жестов (они не говорили по-английски, а Гиббонс по-испански), но результат того стоил: «То, что они сыграли, по настоящему окрасило Mescalero в тот приграничный стиль».
- «Two Ways to Play» — 4:15

«Two Ways to Play» (англ. Два способа играть). «Пропитанная фуззом, в полном цвету песня», названная одной из лучших на альбоме, звучащая так, как будто «группа снова наслаждалась в студии». Ещё один обозреватель отозвался про песню следующим образом: «The Darkness мечтают, что когда-нибудь будут способны на такой нокаут, как «Two Ways to Play», с её мощной, жирной, энергичной прогрессией аккордов, украденной из «Smells Like Teen Spirit» (которую Nirvana сначала украли у ZZ Top) …с её звуком ударных, насыщенных так, как никто не решался может быть последние лет двадцать, с её странной поэтической лирикой…». Марк Приндл сказал про песню: «Мне нравится вокал Билли и Дасти. По правде, мне больше нечего сказать про песню».
- «Alley-Gator» — 3:29

«Alley-Gator» (англ. Аллигатор). Название песни образовано из двух слов alley («дорожка», «улочка») и gator (сокращённое от «аллигатор»; также имеет сленговое значение «джазмен»). Название, созвучное обычному слову alligator переводится словосочетанием alley gator («беспризорный, бездомный аллигатор»). Но в контексте песни о девушках «с гипнотизирующими зелёными глазами» верным переводом будет что-то типа «блудная, гулящая крокодилица», по аналогии со сленговым alley cat, «гулящая баба». Отзывы о песне были разными. Так, один из обозревателей называет песню одной из промашек на альбоме, «слишком очевидной», другой отозвался, как «Невообразимо фантастично! Классический блюзовый стомп, но с супертяжёлым басом и аккордеоном!». В песне действительно можно услышать партию похожего на аккордеон инструмента, которая сыграна в стилистике кумбии (по другому мнению «приторный и вязкий в каджунской манере»). Но на самом деле, в песне звучит концертина, на которой играет Гиббонс. Для записи партии гитары в песне Гиббонс использовал Gibson Les Paul Standard ’50s P90 Gold Top.
- «Buck Nekkid» — 3:02

«Buck Nekkid» (англ. Раздеться догола). Песня «с фирменным знаком группы». Марк Приндл отозвался, как «Потряснофантастически! Классический ритмичный отпад внутри задорного дурашливого припева в стиле Текс-Мекс». Один из обозревателей, заметив, что друзья, критикуя его за приверженность к ZZ Top («На меня наорали как минимум семь разных человек просто за то, что я предложил им послушать этот альбом…Моя жена ищет законный способ отправить меня в психиатрическую клинику»), сказал, что «Никто из этих умников ни разу не слушал Mescalero… Если бы они только послушали «Buck Nekkid», песню, которая сводит всё к самой сути неистового синкопированного блюзового шаффла, и ещё добавляет в него немного философии в тексте». О философии в тексте обозреватель говорит с иронией, так как на деле текст довольно скабрёзный; об этом говорит и использование в названии песни вместо обычного naked прилагательного nekkid.
- «Goin’ So Good» — 5:35

«Goin’ So Good» (англ. Было так хорошо). «Блюзовый трек». «„Goin’ So Good“ тоже относится к категории таких песен [застольных], даже несмотря на то, что песня больше чем на 6/8 соул-баллада Отиса Реддинга, потому что она начинается с „uno, dos, tres, cuatro, cinco, seis“, а потом кто-то хлопает крышкой пивной бутылки. Вы будете удивлены, как по-настоящему печальна эта песня, как много сердца эти старые парни всё ещё могут вкладывать в вещи, когда они хотят». Ещё один обозреватель назвал песню «кантри-балладой, дополненную педальной слайд-гитарой». Марк Приндл отозвался о песне, как «Пронизанная сердечной любовью. Печальная, чувственная баллада с педальной гитарой, слайд-гитарой и фортепиано, с самым больным и гротескным вокалом в истории человечества». Для записи песни в том числе использовался Fender Esquire 1949 года выпуска, один из двух досерийных прототипов (серийный выпуск гитары начался в 1950 году). Билли Гиббонс в интервью журналу Guitar Player вспоминал, что:
Что ж, инженеры выловили меня в день, когда я простудился, и это было что-то типа: «Эй, парни, я не уверен, смогу ли я пройти через это». А они сказали: «Боже, твой голос как будто Луи Армстронг встретился с Рэем Чарльзом — иди и пой!». Это очень печальная песня. Я сам пролил слёзы, слушая её.  
Оригинальный текст (англ.)Well, the engineers caught me on a day when I had a bad cold, and it was like, «Hey fellas, I don’t know if I can get through this». And they said: «God, you sound like Louis Armstrong meets Ray Charles—get in there and sing!» It’s a very sad song. I’ve shed tears listening to that thing.
Текст песни ностальгический, о том, что когда-то всё было хорошо, и что ждёт впереди будет хорошим («когда были деньги», «когда хайвэй был прямой на мили вперёд» и т. п.).
- «Me So Stupid» (Билли Гиббонс, Джо Харди, Гэри Мун) — 3:33

«Me So Stupid» (англ. Я такой тупой). По мнению одного из обозревателей «У „Me So Stupid“ в наличии некая серьёзная музыкальная изысканность с её бормочущим компьютерным ритмом, увлечённым ворчанием в сочетании с барабанными хуками и плотным основательным гитарным лязгом, которые полностью оправдывают славную дерзкую вызывающе дебильную лирику». Марк Приндл назвал песню «не очень хорошим хип-хоп блюзом, на протяжении которого Гиббонс постоянно прочищает глотку». Весёлый, «самоуничижительный» текст приводит ряд примеров, почему автор песни считает себя тупым.
- «Piece» — 4:19

«Piece» (англ. Кусочек). «Песня для молодого поколения» в исполнении Дасти Хилла не получила хороших отзывов: «Пустяковая, незажигательная», «Не очень хорошая песня, но послушайте как Дасти пытается вырваться из рамок мачо-характера и почти плачет, когда он (в шутку) роняет: „Я просто хочу кусочек“ во время брейка в середине песни». Текст песни: «Я хочу маленький кусочек твоей любви»; piece также имеет ряд сленговых значений, например «вагина», соответственно этому варианты перевода песни могут меняться.
- «Punk Ass Boyfriend» — 3:05

«Punk Ass Boyfriend» (англ. Грязножопый бойфренд) Тоже «песня для молодого поколения» и тоже названная «неинтересной». «И снова не очень хорошая песня, но припев просто попсовый блаженный рай, а Билли своё гитарное соло подгоняет под ритм Фрэнка, который он выстукивает на стеклянной бутылке или чём-то таком». Вместе с тем, песня названа «имеющей большую глубину и масштаб». В тексте песни автор описывает подругу, которая его «доит», уходит и возвращается, и винит в этом её бойфренда.
- «Stackin’ Paper» (Билли Гиббонс, Джо Харди) — 2:58

«Stackin’ Paper» (англ. Руби бабло) Первая в истории группы песня, которую Гиббонс исполняет фальцетом. Марк Приндл сказал следующее: «Люблю её! Душевный фальцет! Фантастичная мелодия вокала! Это совершенный ритм-энд-блюз/соул 1960-х».
- «What Would You Do» — 3:03

«What Would You Do» (англ. Что б ты сделала?). Обозреватель AllMusic назвал эту песню в числе тех, которые говорят о том, что Гиббонс сохранил своё композиторское мастерство; обозреватель Sputnikmusic также поставил песню в ряд лучших на альбоме, назвав её «лёгкой». «Некий кантри-свинг», «переполненная фуззом быстрая ковбойская песня! Кантри-вестерн с уморительно гармоничным пением. Прекрасная, весёлая, традиционная, с превосходной слайд-гитарой». Текст песни о том, «Что б ты сделала, если бы любила меня, а я тебя», с конечным выводом о том, что в этом случае следует заниматься сексом (в тексте в нецензурном варианте) «до посинения».
- «What It Is Kid» (Билли Гиббонс, Дасти Хилл, Фрэнк Бирд) — 4:13

«What It Is Kid» (англ. Что это, чувак?). Единственная на альбоме песня, в написании которой приняла участие вся группа. «Жёсткий рок „What It Is Kid“ просто бросает вызов группам типа Jet и The Darkness… а абсолютно отвязное гитарное соло заставляет вас понять, что ему [Билли Гиббонсу] нужно: полное господство в мире». Билли Гиббонс вспоминал, что эта роковая песня была записана после нескольких выступлений с Кид Роком и она «в немалой степени, наша дань уважения не только отличному другу, но и, безусловно, отличному исполнителю». Кроме того, он сказал, что это одна из первых песен группы, где Дасти Хилл исполнил свою партию так называемым «гуляющим басом», нечто средним между шаффлом и ровным ритмом в 4/4.
- «Que Lastima» — 4:24

«Que Lastima» (исп. Как жаль). Первая в истории группа песня полностью на испанском языке. «Лёгкий блюзовый трек». «В 2003 году „Que Lastima“ лучшая застольная песня вокруг на миллион километров, и очень возможно, что я с братьями буду петь именно её, когда мы напьёмся». Билли Гиббонс сказал, что на эту песню в стиле техно-мариачи его вдохновил тост, услышанный им в одном из баров в Матаморосе. Текст песни примерно о том, что «Мы алкоголики, нас не любят женщины, как жаль». Партию гармоники в песне исполнил Джеймс Харман
- «Tramp» (Лоуэлл Фулсон, Джимми МакКрэклин[англ.]) — 5:13

«Tramp» (англ. Бродяга) Кавер-версия хита 1966 года блюзового гитариста Лоуэлла Фулсона (31.03.1921 — 07.03.1999), представлявшего стиль блюза Западного побережья. Эта песня получила также известность в 1967 году в исполнении дуэта Отиса Реддинга и Карлы Томас. «Нахальный ремейк» «Нет лучшей версии „Tramp“ Лоуэлла Фулсона». Марк Приндл, в свою очередь, отозвался о песне как «Не так хороша, как оригинал [имея в виду исполнение Реддинга и Томас], — и очень, очень затянута до 5:12, но зато позволяет нам наслаждаться низким голосом Билли впервые за последние десятилетия». Билли Гиббонс сказал, что они базировались на оригинальной версии Фулсона, замедлив темп исполнения, что позволило, используя низко настроенные гитары, добиться плотной и тяжёлой основы песни.
- «Crunchy» — 3:13

«Crunchy» (англ. Снек). По определению обозревателя AllMusic «неистовый инструментал»; мнение обозревателя Sputnikmusic полярно противоположное: «скорее банальный инструментал». Обозреватель PopMatters полагает, что трек написан в инструментальном стиле Дуэйна Эдди. «В основном инструментал, построенный вокруг чьего-то возгласа „Crunchy! Crunchy!“, ну и немного говорит Билли, сочетаясь с высокоскоростным буги, хард-роковой последовательностью аккордов, и органом, немного добавляет хард-рока во время соло, и ещё есть интересное чумовое арпеджио в середине — просто спутанная, неопределённая, забавная, долбанутая песня!». Билли Гиббонс по ходу песни произносит африканские слова, которым он научился от арт-дилера Кинга Хамиду.
- «Dusted» — 3:55

«Dusted» (англ. Попудрись). По определению Марка Приндла, «Первая из всего лишь двух песен на альбоме, неприятно напоминающая их другие недавние альбомы». При записи Гиббон использовал нечасто применяющийся им эффект wah-wah, который был получен посредством крайне редкой Foxx Tone Machine с четырьмя видами эффекта. Текст песни о том, что всё, что тебе нужно — это «попудриться» (что следует и из контекста песни), но dusted имеет и ряд иных, более безобидных значений: встряхнуться, почиститься или возможно даже отправиться в путь (запылиться).
- «Liquor» — 3:23

«Liquor» (англ. Спиртное). «Вторая из всего лишь двух песен на альбоме, неприятно напоминающая их другие недавние альбомы; в ней нет никаких хуков, никаких таких штучек, и она ужасна». Не все разделяют такую точку зрения, так несколько обозревателей находят её одной из лучших песен на альбоме. Текст закрывающей альбом песни сочетается с текстом открывающей песни «Mescalero»; в ней снова речь идёт о спиртном, которое на этот раз забрала (выпила) девушка автора.
- «Sanctify», бонус на японском издании — 4:20

«Sanctify» (англ. Благослови). Текст песни от имени автора, от которого по-видимому ушла девушка.
- «As Time Goes By», скрытый трек, (Херман Хапфельд[англ.]) — 4:27[10]

«As Time Goes By» (англ. Со временем). Первый скрытый трек в истории группы, кавер-версия известнейшего по фильму «Касабланка» хита Хермана Хапфельда.

## Участники записи
ZZ Top:
- Билли Гиббонс — гитара, вокал
- Дасти Хилл — бас-гитара, бэк-вокал, вокал на «Piece»
- Фрэнк Бирд — ударные, перкуссия

Приглашённые музыканты:
- Marimbas de Chiapas — маримба
- Дэн Дагмор[англ.] — педальная слайд-гитара на «Goin’ So Good»
- Джеймс Харман — губная гармоника

Технический состав:
- Билли Гиббонс — музыкальный продюсер
- Джо Харди — звукооператор
- Гэри Мун — мастеринг-инженер
- Стив Ралбовский — A&R-менеджер
- Рик Маверик — художник
- Майк Уоринг — фотография

## Позиции в хит-парадах
Еженедельные чарты:
| Год  | Чарт                                | Высшая позиция | Пребывание в чарте |
| ---- | ----------------------------------- | -------------- | ------------------ |
| 2003 | Австрия (Ö3 Austria)                | 33             | 3 недели           |
| 2003 | Бельгия/Валлония (Ultratop)         | 30             | 2 недели           |
| 2003 | Германия (Offizielle Top 100)       | 9              | 6 недель           |
| 2003 | Норвегия (VG-lista)                 | 21             | 1 неделя           |
| 2003 | США (Billboard 200)                 | 57             | 3 недели           |
| 2003 | Финляндия (Suomen virallinen lista) | 18             | 3 недели           |
| 2003 | Франция (SNEP)                      | 46             | 5 недель           |
| 2003 | Швейцария (Schweizer Hitparade)     | 22             | 5 недель           |
| 2003 | Швеция (Sverigetopplistan)          | 22             | 4 недели           |